# Ricinoididae
Sous-ordre
Famille
Les Ricinoididae, unique représentant du sous-ordre des Neoricinulei, sont une famille de ricinules.
Elle regroupe toutes les espèces actuelles de l'ordre des ricinules soit, en 2018, plus de 70 espèces regroupées en trois genres.

## Distribution
Les espèces de cette famille se rencontrent en zone tropicale, la plupart en Amérique et quelques-unes en Afrique.

## Description
Ce sont de petits arachnides qui vivent dans les matières en décomposition. Ils se caractérisent par la présence d'un petit couvercle, le cucullus, qui recouvre leurs chélicères. 

## Liste des genres
Selon Ricinuleids of the World (version 1.0) :
- Cryptocellus Westwood, 1874
- Pseudocellus Platnick, 1980
- Ricinoides Ewing, 1929

## Publications originales
- Ewing, 1929 : A synopsis of the American arachnids of the primitive order Ricinulei. Annals of the Entomological Society of America, vol. 22, p. 583–600.
- Selden, 1992 : Revision of the fossil ricinuleids. Transactions of the Royal Society of Edinburgh Earth Sciences, vol. 83, no 4, p. 595-634.